# التحالف الوطني (مصر)
التحالف الوطني كان تحالفًا انتخابيًا في مصر أسسه رئيس الوزراء المصري الأسبق كمال الجنزوري. قرر الجنزوري عدم خوض الانتخابات البرلمانية المصرية عام 2015. وانتقد المتحدث باسم الجبهة المصرية التحالف لضمه «وزراء حكومة عهد مبارك». رفض تحالف الوفد المصري عرضا للانضمام إلى التحالف. كانت الحركة الشعبية العربية ستنضم للتحالف. ومن بين الأشخاص المشاركين في القائمة محمود بدر ومنير فخري عبد النور (على الرغم من انضمام بدر إلى تحالف في حب مصر).

## الأحزاب والائتلافات المنتسبة سابقاً
- الجبهة المصرية
  - حزب مصر الحديثة
  - حزب مصر بلدي[7]
  - الحركة الوطنية المصرية
  - حزب الجيل الديمقراطي[8]
- تيار الاستقلال (تحالف)[9]
  - حزب السلام الديمقراطي[10]
  - الحزب المصري العربي الاشتراكي[11]
  - كتلة القوى الثورية[12]
- حزب المصريين الأحرار[13]